# Esquadria
Esquadria é, na arquitetura, a denominação para as janelas, portas ou portões, venezianas e aberturas similares, servindo para designá-las nos projetos e construções.
Devido à sua importância, constitui num dos itens mais importantes e caros numa construção, a depender do material e luxo podendo variar de 9% a 18% do custo total da obra.

## Tipos quanto à forma
Os tipos mais comuns de esquadrias são: de abrir, corrediças, basculantes, máximo-ar, guilhotina, camarão, ideal, entre outras.
Esquadrias de abrir são as formas clássicas para portas e janelas onde uma das folhas ou mais se abrem, girando para fora ou para dentro do ambiente. As de correr são aquelas em que as folhas, sobre um trilho ou dois, deslizam lateralmente para sobre a posição de outra (o que é uma desvantagem do modelo) ou mesmo da parede; neste caso a qualidade do trilho é essencial para seu bom funcionamento.
São basculantes as esquadrias (inclusive portões) que giram em torno de uma báscula, projetando parte da folha para dentro e parte para fora; a posição da báscula pode ser central ou excêntrica; um exemplo comum são as janelas conhecidas como "vitrô", que se fecham com alavancas; este formato não é compatível com uso de cortinas.
Maxim-Ar é comum nas esquadrias de alumínio, com funcionamento semelhante ao basculante, com a diferença de que neste caso a folha toda ela se projeta para fora, até formar um ângulo próximo ao reto; neste modelo a abertura pode ser regulada por meio de corrediça especial.

A forma em guilhotina, como o nome diz, refere-se à esquadria em que uma das folhas desliza verticalmente sobre a outra; na posição de abertura inferior, a folha fica presa no alto por meio de borboletas. Em camarão ou sanfonadas são as esquadrias com várias folhas que correm e dobram ao mesmo tempo como um leque, permitindo assim uma abertura quase total.
A ideal, em desuso, foi bastante comum na arquitetura brasileira das décadas de 1950 e 1960; outros formatos podem ser janela de tombar, persianas de enrolar, vidros fixos, etc.

## Materiais
Quanto ao material usado as esquadrias podem ser de alumínio, madeira, PVC, ferro, vidro, etc.
As de alumínio trazem algumas vantagens nas construções junto ao litoral, por não oxidarem, e em grandes cidades, permitido usar nas janelas vidros duplos e, com isto, permitindo isolamento acústico. As em madeira têm seus custos bastante variáveis, conforme a qualidade da árvore de origem, e se prestam à confecção em variados formatos; o uso do PVC é recente e tem por principal vantagem a durabilidade, além de serem bonitas e fáceis de limpar.
As de ferro têm por desvantagem a necessidade de mão-de-obra especializada para sua instalação e a oxidação; o vidro, em geral temperado, tem por vantagem a transparência; as opções de material são muitas, podendo até ser de concreto.